# Ганс Геєр
Ганс Геєр (нар. 16 березня 1943) — німецький автогонщик, який переважно брав участь у гонках на турингових автомобілях та був популярним серед уболівальників через свій кумедний стиль. Він став відомішим завдяки своїм витівкам під час свого єдиного старту у Формулі-1 на Гран-прі Німеччини 1977 року.
Його особливою ознакою став так званий «Tirolerhut», капелюх з Тіролю або Баварії, який був незвичним для Геєра через його західнонімецьке походження.

## Раннє життя
Геєр народився в Менхенгладбаху, Німеччина, в сім’ї власників компанії, що займалася виробництвом бітуму та бетону. Геєр захопився автоперегонами та інженерією, коли навчався в школі-інтернаті в Аденау, що поблизу Нюрбургрингу. Пізніше він розпочав навчання в компанії Daimler-Benz як механік, яке закінчив у 1962 році.

## Кар'єра

### 1960-ті
Живучи неподалік від Нідерландів і забороною брати участь у гонках у Німеччині у віці 16 років, він розпочав свою кар’єру там у 1959 році в перегонах на картах і виграв чемпіонат Нідерландів у 1962 році в категорії 100 куб.см, після чого виграв у класі 125 куб.см у 1963 році. Намагаючись взяти участь у гонках у своїй рідній Німеччині, він спочатку зіткнувся з проблемами зі своєю гоночною ліцензією, але зумів взяти участь у класі Формули-K у 1965 році, фінішувавши 3-ім у наступні два роки, і здобув титули Німеччини та Європи у Формулі-K у 1968 році до 1971 за кермом Taifun/BM. Геєр також брав участь у гонках у Франції, змагаючись в класичних перегонах 24 години Бріньйолю у 1969–1971 роках, двічі перемігши та фінішувавши другим у 1970 році.

### 1970-ті

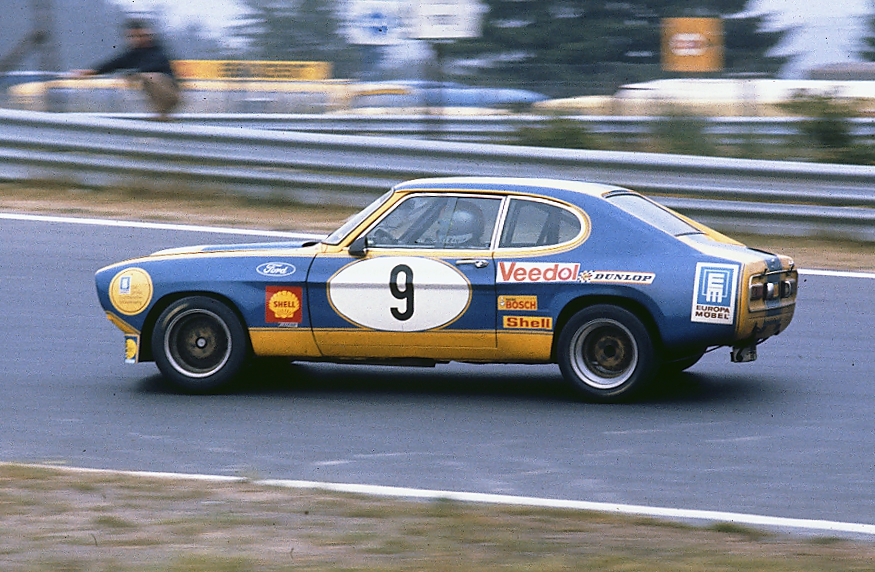
Ганс Геєр за кермом Ford Capri на Нюрбургринзі в 1973 році.

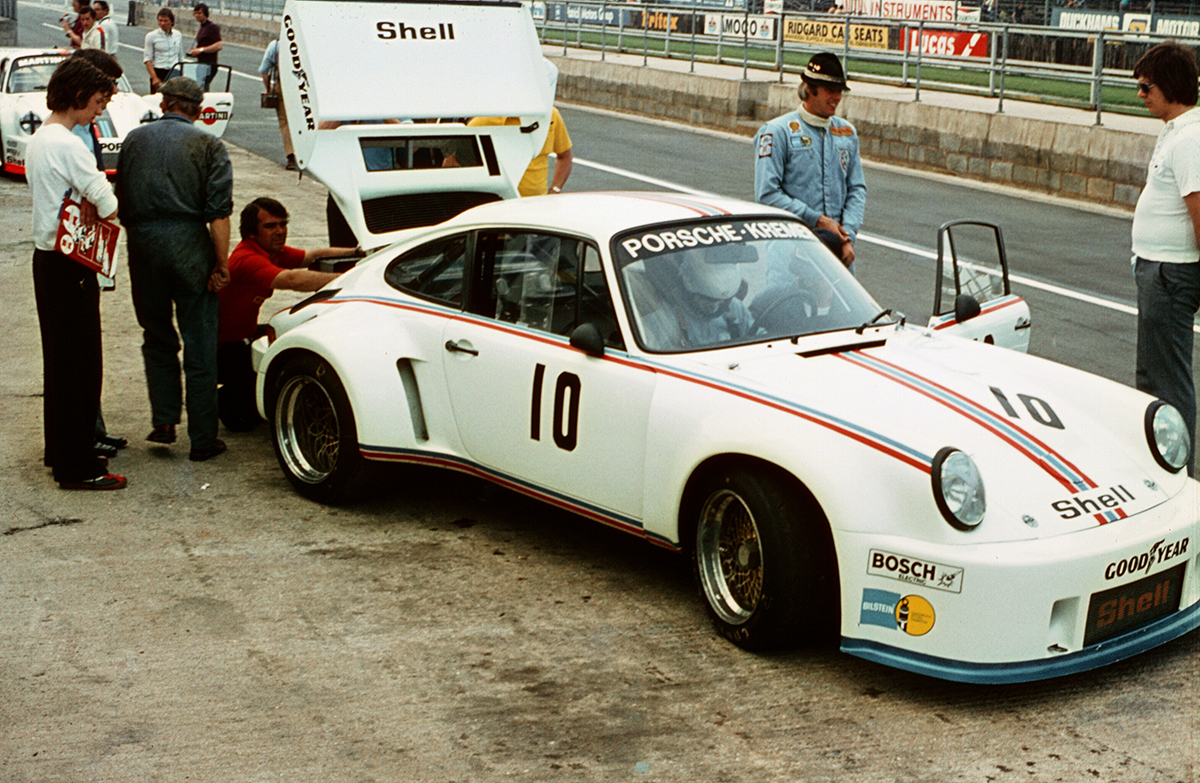
Геєр в тірольському капелюсі поруч із Kremer-Porsche 935 K1,

Протягом багатьох років Геєр був пов’язаний із Zakspeed, беручи участь у перегонах на їхніх Ford Escort групи 2 у Європейському кузовному чемпіонаті (чемпіон 1974 року) та Deutsche Rennsport Meisterschaft (чемпіон 1975 та 1976 років). 1976 року Геєр спробував взяти участь у двох європейських перегонах Формули-2, фінішувавши шостим у першій гонці в Гоккенхаймі. Він не зміг кваліфікуватися на другу гонку Гоккенхайма і не робив подальших спроб у Формулі-2.
У своїй єдиній спробі у Формулі-1 він взяв участь у Гран-прі Німеччини 1977 року 31 липня 1977 року за кермом другого боліда Penske нової німецької команди ATS. Маючи невеликий досвід керування одномісними болідами та погану машину, він не зміг пройти кваліфікацію. Він був третім резервним гонщиком, що означало, що він може отримати шанс взяти участь у перегонах, якщо три гонщики не зможуть виступити в гонці. Оскільки Френк Вільямс вирішив не готувати свого гонщика Патріка Ніва, який був першим резервним, до гонки, а у Еміліо де Вільйоти, який був другим резервним, перед гонкою в останній момент відмовив двигун, Геєр фактично став головним першим резервним пілотом. Через аварію та метушню на стартовій решітці на початку гонки Геєр все одно вирішив почати гонку, вислизнувши з боксів і приєднався до пелотону. Лише коли його коробка передач вийшла з ладу після 9 кіл, було зрозуміло, що Геєр не повинен був брати участь у змаганнях, після чого його дискваліфікували. Він більше ніколи не брав участь у гонці Формули-1. Він єдиний гонщик, якому приписали DNQ (не пройшов кваліфікацію), DNF (не фінішував) і DSQ (дискваліфікований) в одній гонці, після чого технічно був відсторонений від 5 гонок Формули-1 (що фактично стало довічною дискваліфікацією, оскільки він не мав наміру брати участь у Формулі-1).

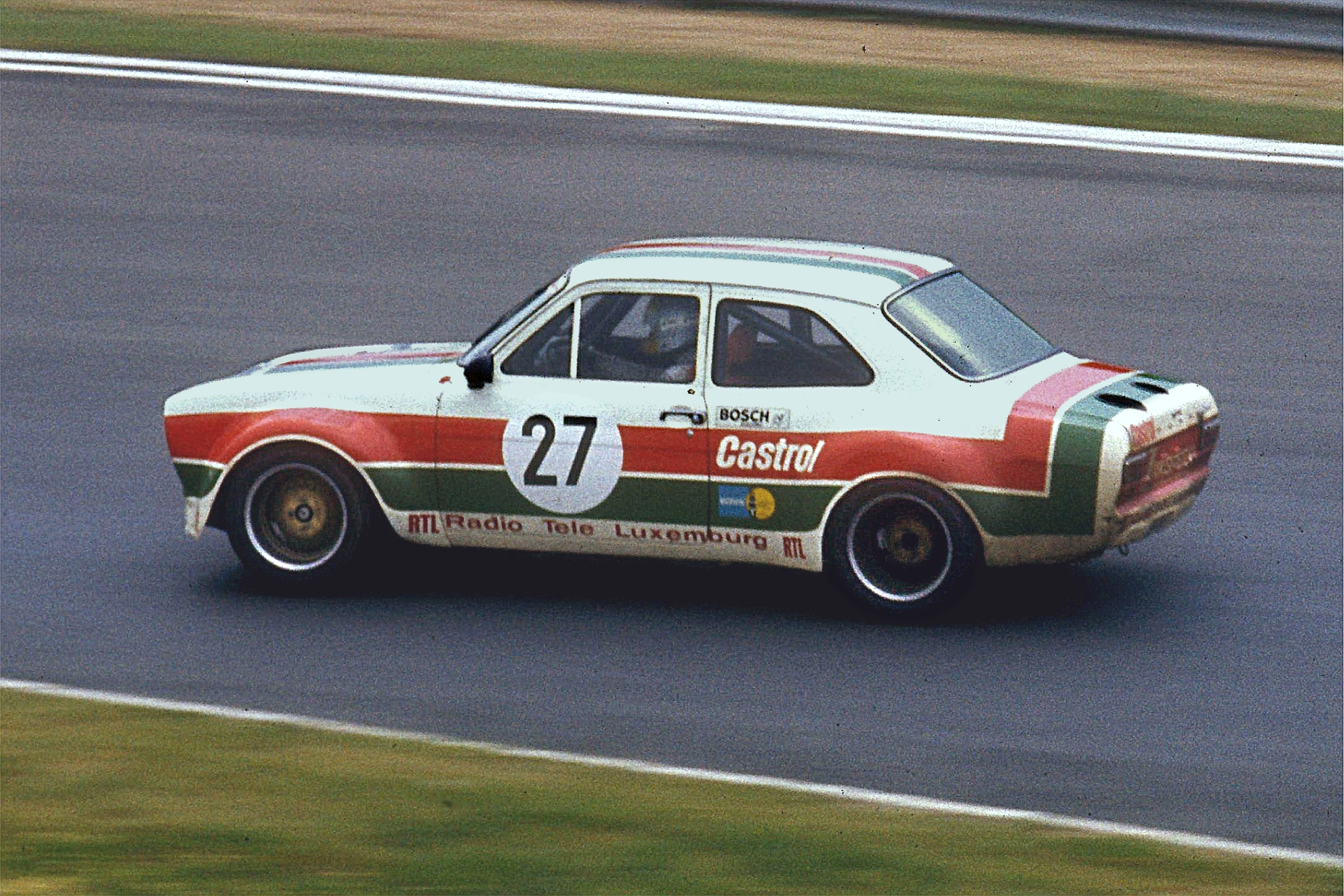
Геєр за кермом Ford Escort в 1974 році.

### 1980-ті
У 1980 році він знову став чемпіоном DRM, цього разу за Lancia на Monte Carlo Turbo групи 5, автомобіль, до розробки якого він також був причетний. Він потрапив в сильну аварію на своїй машині потужністю 480 к.с. на Норисрингу в Нюрнберзі, кілька разів перекинувшись. Аварія була спричинена поломкою лівого переднього гальмівного супорта та кермової тяги, що в підсумку призвело до вибуху шини. Він залишився неушкодженим та повернувся на місце аварії, щоб забрати свій знаменитий тірольський капелюх. Геєр сказав, що під час медичного огляду лікар нервував більше, ніж він.
Геєр переміг в перегонах 12 годин Себрінга в 1984 році разом зі Стефаном Юганссоном і Маурісіо де Нарваесом на Porsche 935.
Протягом тих років, коли перегони 24 години Спа проводилися як частина Європейського кузовного чемпіонату і першого Чемпіонату світу з турінгових автоперегонів (1982–1988), Геєр тричі поспіль перемагав в них. Він переміг у 1982 році за кермом BMW 528i з Арміном Гане та Едді Йосеном, 1983 року за кермом BMW 635 CSi з Гане та Тьєррі Тассеном і, нарешті, у 1984 році за кермом TWR Jaguar XJS з Томом Вокіншоу та Віном Персі. Геєр завершив кар'єру автогонщика у в 1989 році після 999 гонок в продовж 30 років.

### 1990-ті
Між 1990 і 1991 роками Геєр працював на сімейному бетонному заводі, але повернувся до кар'єри професіцного гонщика, щоб випробувати гоночні вантажівки Mercedes-Benz та взяти участь в Гран-прі Нюрбургринга для вантажівок в 1992 році. Геєр повернувся на ту ж трасу в 1994 році, щоб взяти участь в перегонах 24 години Нюрбургринга разом з Гайнером Вайсом та Райнером Брауном за кермом BMW M3 і повернувся, щоб взяти участь у тій самій гонці в 1995 році, хоча і в команді ветеранів BMW. Обидві спроби не увінчались успіхом через технічні проблеми. Геєр також взяв участь у гонці 500 кілометрів Нюрбургринга у 1997 році.

### 2000-ні
У 2004 році директор Volkswagen Кріс Ніссен дізнався про 999 виступів в перегонах Геєра і запросив його взяти участь у 1000-ій гонці в Кубку ADAC Volkswagen Polo на Норисрингу проти молодих гонщиків.

## Результати виступів

### 24 години Ле-Мана
| Рік  | Команда                     | Напарники                                               | Автомобіль                      | Клас      | Кола | Поз. | Клас поз. |
| ---- | --------------------------- | ------------------------------------------------------- | ------------------------------- | --------- | ---- | ---- | --------- |
| 1972 | Team Schnitzer Motul        | Рене Герцоґ                                             | BMW 2800CS                      | T 3.0     | 70   | Схід | Схід      |
| 1973 | Ford Motorwerke             | Джеррі Бірелл                                           | Ford Capri RS                   | T 3.0     | 4    | Схід | Схід      |
| 1973 | Ford Motorwerke             | Дітер Ґлемсер Джон Фіцпатрік                            | Ford Capri RS                   | T 3.0     | 239  | Схід | Схід      |
| 1974 | Samson Kremer Racing        | Пол Келлер Ервін Кремер                                 | Porsche 911 Porsche Carrera RSR | GT        | 65   | Схід | Схід      |
| 1976 | Porsche Kremer Racing       | Хуан Карлос Боланос Едуардо Лопес Негрете Біллі Спровлз | Porsche 935                     | Гр.5      | 272  | Схід | Схід      |
| 1977 | Gelo Racing Team            | Туан Геземанс Тім Шенкен                                | Porsche 935                     | Гр.5      | 15   | Схід | Схід      |
| 1977 | Gelo Racing Team            | Туан Геземанс Тім Шенкен                                | Porsche 935                     | Гр.5      | 269  | Схід | Схід      |
| 1979 | Gelo Racing Sportswear Intl | Манфред Шурті                                           | Porsche 935                     | Гр.5 +2.5 | 201  | Схід | Схід      |
| 1980 | Scuderia Lancia Corse       | Бернар Дарніше Тео Фабі                                 | Lancia Beta Monte Carlo         | Гр.5      | 6    | Схід | Схід      |
| 1981 | Martini Racing              | Ріккардо Патрезе П'єркарло Ґіндзані                     | Lancia Beta Monte Carlo         | Гр.5      | 186  | Схід | Схід      |
| 1982 | Martini Racing              | Ріккардо Патрезе П'єркарло Ґіндзані                     | Lancia LC1                      | Гр.6      | 152  | Схід | Схід      |
| 1983 | Martini Racing              | Мікеле Альборето П'єркарло Ґіндзані                     | Lancia LC2                      | C         | 121  | Схід | Схід      |
| 1984 | Martini Racing              | Паоло Барілла Мауро Балді                               | Lancia LC2                      | C1        | 275  | Схід | Схід      |
| 1986 | Silk Cut Jaguar             | Браян Редман Герлі Гейвуд                               | Jaguar XJR-6                    | C1        | 53   | Схід | Схід      |

### Формула-1
| Рік  | Команда         | Шасі       | Двигун      | 1   | 2   | 3   | 4   | 5   | 6   | 7   | 8   | 9   | 10  | 11       | 12  | 13  | 14  | 15  | 16  | 17  | Місце | Очки |
| ---- | --------------- | ---------- | ----------- | --- | --- | --- | --- | --- | --- | --- | --- | --- | --- | -------- | --- | --- | --- | --- | --- | --- | ----- | ---- |
| 1977 | ATS Racing Team | Penske PC4 | Cosworth V8 | АРГ | БРА | ПАР | СШЗ | ІСП | МОН | БЕЛ | ШВЦ | ФРА | ВЕЛ | НІМ ДСК‡ | АВТ | НІД | ІТА | США | КАН | ЯПО | —     | 0    |

‡ Стартував без дозволу після того, як не пройшов кваліфікацію, і не фінішував в гонці.